# 스타게이트 (장치)
스타게이트(Stargate)는 스타게이트 시리즈에 등장하는 웜홀을 생성하는 가공의 장치이다.

## 개요
직경은 6.7m, 무게는 29톤, 주재질은 나콰다이다. 외부 고리에는 일정한 간격으로 쉐브론(chevrons) 9개가 있고 내부 고리에는 39개의 문자가 양각으로 표시되어 있다. 스타게이트는 초전도체 역할을 하며 정상적으로 동작하면 다른 스타게이트로 이어지는 인공 웜홀이 생성된다. 이를 통해 단방향 여행이 가능하다.
1. 셰브론(chevron)[1]
2. 다이얼(dialing ring)
3. 문자(glyphs)
4. 사상의 지평선(event horizon)[2]

## 주소

### 우리 은하
우리 은하의 스타게이트 주소는 7개의 문자 조합으로 이루어진다. 이중 6개는 도착지점을 나타내는 좌표이고 나머지 1개는 출발지점을 나타낸다. 동력원을 확장하면 8개의 문자 조합으로 더 먼 지역까지 갈 수 있다. 39개 문자가 있으며, 이로부터 1,987,690,320개의 조합을 뽑을 수 있다.

문자 조합 체계

지구를 나타내는 문자

| 위치 | 문자 | 별자리           | 위치 | 문자 | 별자리         | 위치 | 문자 | 별자리         |
| ---- | ---- | ---------------- | ---- | ---- | -------------- | ---- | ---- | -------------- |
| 1    |      | 기원 문자 (지구) | 14   |      | 현미경자리     | 27   |      | 황소자리       |
| 2    |      | 술잔자리         | 15   |      | 염소자리       | 28   |      | 마차부자리     |
| 3    |      | 처녀자리         | 16   |      | 남쪽물고기자리 | 29   |      | 에리다누스자리 |
| 4    |      | 목자자리         | 17   |      | 조랑말자리     | 30   |      | 오리온자리     |
| 5    |      | 센타우루스자리   | 18   |      | 물병자리       | 31   |      | 큰개자리       |
| 6    |      | 천칭자리         | 19   |      | 페가수스자리   | 32   |      | 외뿔소자리     |
| 7    |      | 뱀자리           | 20   |      | 조각가자리     | 33   |      | 쌍둥이자리     |
| 8    |      | 직각자자리       | 21   |      | 물고기자리     | 34   |      | 바다뱀자리     |
| 9    |      | 전갈자리         | 22   |      | 안드로메다자리 | 35   |      | 살쾡이자리     |
| 10   |      | 남쪽왕관자리     | 23   |      | 삼각형자리     | 36   |      | 게자리         |
| 11   |      | 방패자리         | 24   |      | 양자리         | 37   |      | 육분의자리     |
| 12   |      | 궁수자리         | 25   |      | 페르세우스자리 | 38   |      | 작은사자자리   |
| 13   |      | 독수리자리       | 26   |      | 고래자리       | 39   |      | 사자자리       |

### 페가수스 은하
페가수스 은하의 경우에는 8개의 주소가 주어진다. 이 중 6개는 도착 지점을 나타내는 좌표이고, 1개는 '은하계의 지역 번호', 1개는 출발 지점이다. 문자는 36개가 있다. 이 표에서는 8개만 알 수 있으며, 나머지는 모두 알 수 없는 상황이다. 36개 문자가 있으며, 이로부터 1,168,675,200개 조합을 뽑을 수 있다.
| 위치 | 문자 | 별자리              | 위치 | 문자 | 별자리             | 위치 | 문자 | 별자리          |
| ---- | ---- | ------------------- | ---- | ---- | ------------------ | ---- | ---- | --------------- |
| 1    |      |                     | 13   |      |                    | 25   |      | 살마(Salma)     |
| 2    |      |                     | 14   |      |                    | 26   |      |                 |
| 3    |      | 알루라(Alura)       | 15   |      |                    | 27   |      |                 |
| 4    |      | 조각칼자리?         | 16   |      |                    | 28   |      |                 |
| 5    |      |                     | 17   |      |                    | 29   |      |                 |
| 6    |      | 에크루미그(Ecrumig) | 18   |      |                    | 30   |      |                 |
| 7    |      | 궁수자리?           | 19   |      | 수비도(기원 문자)† | 31   |      |                 |
| 8    |      |                     | 20   |      | 르데이(Rdehi)      | 32   |      | 글리틴(Gilltin) |
| 9    |      | 지구                | 21   |      |                    | 33   |      |                 |
| 10   |      |                     | 22   |      |                    | 34   |      |                 |
| 11   |      |                     | 23   |      |                    | 35   |      |                 |
| 12   |      | 아라미(Arami)       | 24   |      |                    | 36   |      |                 |

### 데스티니
데스티니의 경우에는 9개의 주소가 주어진다. 위의 두 개 스타게이트와는 달리, 특별한 의미는 없고, 다만 마지막 문자의 경우에는 마지막 셰브론으로서의 의미를 지니고 있다. 문자는 36개가 있는데, 이로부터 1,168,675,200개의 조합을 뽑을 수 있다. 이 표에서는 모든 별자리를 알 수 있다. 별자리는 1글자 또는 1자리의 알파벳 대문자 또는 숫자이다. 데스티니의 문자는 모스 부호와 중국어/아랍어의 성조를 섞어놓은 듯한 형태를 지니고 있다.
| 위치 | 문자 | 별자리 | 위치 | 문자 | 별자리       | 위치 | 문자 | 별자리 | 위치 | 문자 | 별자리 |
| ---- | ---- | ------ | ---- | ---- | ------------ | ---- | ---- | ------ | ---- | ---- | ------ |
| 1    |      | A      | 10   |      | J            | 19   |      | S      | 28   |      | 2      |
| 2    |      | B      | 11   |      | K            | 20   |      | T      | 29   |      | 3      |
| 3    |      | C      | 12   |      | L            | 21   |      | U      | 30   |      | 4      |
| 4    |      | D      | 13   |      | M            | 22   |      | V      | 31   |      | 5      |
| 5    |      | E      | 14   |      | N            | 23   |      | W      | 32   |      | 6      |
| 6    |      | F      | 15   |      | O            | 24   |      | X      | 33   |      | 7      |
| 7    |      | G      | 16   |      | P(기원 문자) | 25   |      | Y      | 34   |      | 8      |
| 8    |      | H      | 17   |      | Q            | 26   |      | Z      | 35   |      | 9      |
| 9    |      | I      | 18   |      | R            | 27   |      | 1      | 36   |      | 0      |

## 같이 보기
- 스타게이트에 등장하는 기술
- 스타게이트